# 抽象指标记号
抽象指标记号（英語：abstract index notation）是由罗杰·彭罗斯发明的一种用来表示张量与旋量的数学记号。与不带指标的字母（如T）表示张量相比，这种表示法能够显示张量的类型，同时可清楚地表明缩并等运算。而与用分量（张量在某一特定基底下的分量）表示张量不同，该表示法与特定的基底无关，可以表示出张量等式。
假定V为向量空间，V*是其对偶空间。定义二阶协变张量{\displaystyle h\in V^{*}\otimes V^{*}}，则h是V上的双线性映射，即可表示为（以两个“槽”表示V中的两个变量）：
{\displaystyle h=h(-,-).\,}
抽象指标记号便是通过拉丁字母代替“槽”来表示上式：
{\displaystyle h=h_{ab}.\,}
当协变指标（下标，表示V*中张量）与逆变指标（上标，表示V中张量）重复时表示进行缩并运算，如：
{\displaystyle {t_{ab}}^{b}}
即表示{\displaystyle t={t_{ab}}^{c}}对后两个“槽”进行缩并的迹。这种表示缩并的方式与爱因斯坦求和约定类似，但此表示法只是抽象的记号而已，并不表示求和运算。